# Fritz Schürmann
Fritz Schürmann, Taufname Friedrich Schürmann, auch Fritz Schuremann (* 27. Februar 1863 in Düsseldorf; † 1927), war ein deutscher Tier- und Jagdmaler der Düsseldorfer Schule.

## Leben
In den Schuljahren 1879 bis 1882 besuchte Schürmann die Kunstakademie Düsseldorf. Dort waren Hugo Crola und Heinrich Lauenstein seine Lehrer. Als Privatschüler von Carl Friedrich Deiker vervollkommnete er sich in der Tier- und Jagdmalerei, die sein Metier wurde. Bis zu seinem Tod blieb Schürmann in Düsseldorf tätig. Dort gehörte er dem Künstlerverein Malkasten an.